# تیم دوچرخه‌سواری کاس
تیم دوچرخه‌سواری کاس (اسپانیایی: Kas‎) یک تیم دوچرخه‌سواری در کشور اسپانیا بوده‌است.
این تیم در سال ۱۹۵۹ تأسیس و در سال ۱۹۸۸ منحل شده‌است.

## افتخارات
- قهرمان بخش تیمی تور دو فرانس ۱۹۶۵، ۱۹۶۶، ۱۹۷۴، ۱۹۷۶
- قهرمان بخش تیمی جیرو دیتالیا ۱۹۶۷، ۱۹۷۴
- قهرمان بخش تیمی تور دوچرخه‌سواری ووئلتا اسپانیا ۱۹۶۴، ۱۹۶۶، ۱۹۶۷، ۱۹۶۸، ۱۹۷۲، ۱۹۷۴، ۱۹۷۵، ۱۹۷۶، ۱۹۷۸، ۱۹۷۹